# Бутан на літніх Олімпійських іграх 2020
Бутан на літніх Олімпійських іграх 2020 представляли чотири спортсмени в чотирьох видах спорту.

## Спортсмени
| Вид спорту      | Чоловіки | Жінки | Загалом |
| --------------- | -------- | ----- | ------- |
| Стрільба з лука | 0        | 1     | 1       |
| Дзюдо           | 1        | 0     | 1       |
| Стрільба        | 0        | 1     | 1       |
| Плавання        | 1        | 0     | 1       |
| Загалом         | 2        | 2     | 4       |

## Результати

### Дзюдо
| Спортсмен       | Вагова категорія | 1/16 фіналу          | 1/8 фіналу       | Чвертьфінал      | Півфінал         | Втішний раунд    | Фінал            | Фінал            |                  |
| Спортсмен       | Вагова категорія | Суперник Рахунок     | Суперник Рахунок | Суперник Рахунок | Суперник Рахунок | Суперник Рахунок | Суперник Рахунок | Місце            |                  |
| --------------- | ---------------- | -------------------- | ---------------- | ---------------- | ---------------- | ---------------- | ---------------- | ---------------- | ---------------- |
| Нгаванг Намгьял | до 60 кг         | Акуш (TUR) П 001–100 | Завершив виступи | Завершив виступи | Завершив виступи | Завершив виступи | Завершив виступи | Завершив виступи | Завершив виступи |

### Плавання
| Спортсмен     | Дистанція | Перший раунд | Перший раунд | Півфінал         | Півфінал         | Фінал            | Фінал            |
| Спортсмен     | Дистанція | Час          | Місце        | Час              | Місце            | Час              | Місце            |
| ------------- | --------- | ------------ | ------------ | ---------------- | ---------------- | ---------------- | ---------------- |
| Сангай Тензін | 100 м в/с | 57.57        | 68           | Завершив виступи | Завершив виступи | Завершив виступи | Завершив виступи |

### Стрільба
| Спортсменка   | Дисципліна                  | Кваліфікація | Кваліфікація | Фінал             | Фінал             |
| Спортсменка   | Дисципліна                  | Окуляри      | Місце        | Окуляри           | Місце             |
| ------------- | --------------------------- | ------------ | ------------ | ----------------- | ----------------- |
| Кунзанг Ленчу | Пневматична гвинтівка, 10 м | 618.1        | 43           | Завершила виступи | Завершила виступи |

### Стрільба з лука
| Спортсменка | Дисципліна        | Кваліфікаційний раунд | Кваліфікаційний раунд | 1/32 фіналу        | 1/16 фіналу       | 1/8 фіналу        | Чвертьфінал       | Півфінал          | Фінал             | Фінал             |
| Спортсменка | Дисципліна        | Результат             | Місце                 | Суперник Рахунок   | Суперник Рахунок  | Суперник Рахунок  | Суперник Рахунок  | Суперник Рахунок  | Суперник Рахунок  | Місце             |
| ----------- | ----------------- | --------------------- | --------------------- | ------------------ | ----------------- | ----------------- | ----------------- | ----------------- | ----------------- | ----------------- |
| Карма       | Особиста першість | 616                   | 56                    | Кумарі (IND) П 0–6 | Завершила виступи | Завершила виступи | Завершила виступи | Завершила виступи | Завершила виступи | Завершила виступи |